# Georg Altrogge
Georg Altrogge (* 16. September 1961) ist ein deutscher Journalist.

## Leben
Altrogge absolvierte 1981 am Theodor-Heuss-Gymnasium in Hagen sein Abitur. Er studierte an den Universitäten Bonn und Hamburg Germanistik und Psychologie mit dem Abschluss Diplom-Psychologe.
Von 1989 bis 1991 absolvierte er ein Volontariat bei der Hamburger Morgenpost und war dort anschließend bis 1993 Gerichtsreporter, 1993 bis 1995 Lokalchef und leitender Redakteur für Reportage. Von 1996 bis 1998 war Altrogge Autor bei Spiegel TV, bis Juni 1999 Chefreporter bei der Bild-Zeitung.
2000 wurde er Berater des Chefredakteurs der deutschen Zeitschrift Tomorrow, von 2001 bis 2005 war er dort Chefredakteur. 2006 wurde er stellvertretender Chefredakteur bei der Schwäbischen Zeitung, 2007 Chefredakteur medien2.0 Entwicklungsredaktion.
Von 2007 bis 2013 baute Altrogge als Gründungschefredakteur den Online-Branchendienst Meedia auf, an dem er auch als Minderheitsgesellschafter beteiligt war. 2013 arbeitete er zwischenzeitlich bei Gruner + Jahr. Im September 2013 wechselte er zur Verlagsgruppe Handelsblatt. Dort war Altrogge Geschäftsführer der Meedia GmbH & Co. KG der und Herausgeber der Zeitschrift Absatzwirtschaft. Nach der Übernahme von Verleger Timo Busch 2019 verließ Altrogge Meedia. Von Mai 2021 war er als Chefkorrespondent Medien Bild für die Axel Springer SE tätig. Danach wechselte er 2022 innerhalb des Konzerns zur Schwesterpublikation Welt.